# 5651 Traversa
5651 Traversa (1991 CA2) là một tiểu hành tinh vành đai chính được phát hiện ngày 14 tháng 2 năm 1991 bởi E. W. Elst ở Đài thiên văn Haute-Provence.